# Kooddoo
Kooddoo är en ö i Huvadhuatollen i Maldiverna.  Den ligger i administrativa atollen Gaafu Alif atoll, i den södra delen av landet, 385 km söder om huvudstaden Malé. Kooddoo ligger 2 kilometer söder om Vilingili, huvudorten i den administrativa atollen Gaafu Alif atoll och 2 kilometer norr om Maamendhoo. Ön domineras helt av Kooddoo Airport.